# Dwingeloo 2
Dwingeloo 2 es una pequeña galaxia irregular a unos 10 millones de años luz de la Tierra en la constelación de Casiopea. Se encuentra cerca del plano de la Vía Láctea y su observación se ve dificultada por el polvo y las estrellas del plano ecuatorial de nuestra galaxia. Es galaxia satélite de Dwingeloo 1, y ambas pertenecen al Grupo Maffei 1, grupo de galaxias contiguo al Grupo Local.
Las galaxias Dwingeloo fueron descubiertas en 1994 desde el radiotelescopio homónimo de 25 m situado en los Países Bajos. Dwingeloo 2 fue detectada en radiofrecuencias por la línea de emisión de 21 cm de hidrógeno neutro durante observaciones llevadas a cabo tras el descubrimiento de Dwingeloo 1.